# Lil Nas X
Монтеро Ламар Гілл (англ. Montero Lamar Hill, нар. 9 квітня 1999, Атланта, Джорджія, США), більш відомий як Lil Nas X — американський репер, співак і автор пісень. Прославився завдяки своєму кантрі-реп синглу «Old Town Road», який отримав вірусну популярність у відеододатку TikTok. Сингл опинився на першій сходинці чарту Billboard Hot 100. З чарту Hot Country Songs пісня була вилучена, коли перебувала під номером 19.

## Життєпис
Монтеро Ламар Гілл народився в Атланті, штат Джорджія. Його батьки розлучилися, коли йому було шість років, тож він жив разом з мамою і бабусею. Через три роки переїхав з батьком на північ у місто Остелл, передмістя округу Кобб. Відвідував середню школу Lithia Springs, яку закінчив у 2017 році. Покинув університет після першого року навчання.

## Особисте життя
30 червня 2019 року, в останній день місяця прайду, Lil Nas X опублікував серію твітів у своєму Твіттер-акаунті. Він попросив прислухатись до слів його нового треку «C7osure»: «Хтось з вас уже знає, комусь з вас начхати, дехто після цього від мене відвернеться. Але до кінця цього місяця я хочу, щоб ви уважно послухали трек C7osure», «Більше ніякого вдавання». ЗМІ та громадськість сприйняли це як спосіб Ламара таким чином зізнатися у своїй гомосексуальності.
Наступного дня він опублікував веселкову будівлю з обгортки його міні-альбому 7, з підписом, що він «дійсно думав, що зробив це очевидним». Реакція на його камінг-аут була в основному позитивна, проте також отримав велику кількість гомофобних реакцій в соціальних мережах, на які також відповів. Негативна реакція також йшла від хіп-хоп спільноти, що привернуло увагу до гомофобії в хіп-хоп культурі.

## Дискографія

### Студійні альбоми
- Montero — 17 вересня 2021

### Мікстейпи
- Nasarati — 2018

### Міні-альбоми
- 7 — 2019

### Сингли
| Назва                                                                              | Рік  | Найвища позиція в чартах | Найвища позиція в чартах | Найвища позиція в чартах | Найвища позиція в чартах | Найвища позиція в чартах | Найвища позиція в чартах | Найвища позиція в чартах | Найвища позиція в чартах | Найвища позиція в чартах | Найвища позиція в чартах | Продажі                            | Сертифікація                                                                                                   | Альбом   |
| Назва                                                                              | Рік  | US                       | US R&B /HH               | AUS                      | CAN                      | FRA                      | IRE                      | NOR                      | NZ                       | SWI                      | UK                       | Продажі                            | Сертифікація                                                                                                   | Альбом   |
| ---------------------------------------------------------------------------------- | ---- | ------------------------ | ------------------------ | ------------------------ | ------------------------ | ------------------------ | ------------------------ | ------------------------ | ------------------------ | ------------------------ | ------------------------ | ---------------------------------- | --- | -------- |
| «Donald Trump»                                                                     | 2018 | —                        | —                        | —                        | —                        | —                        | —                        | —                        | —                        | —                        | —                        |                                    | | Nasarati |
| «Thanos (Blow It)»                                                                 | 2018 | —                        | —                        | —                        | —                        | —                        | —                        | —                        | —                        | —                        | —                        |                                    | | Nasarati |
| «Old Town Road» (соло або ремікс за участі Біллі Рея Сайруса)                      | 2018 | 1                        | 1                        | 1                        | 1                        | 1                        | 1                        | 1                        | 1                        | 1                        | 1                        | - США: 1,613,000 - Канада: 210,000 | - RIAA: 14× Platinum - ARIA: 11× Platinum - BPI: 3× Platinum - MC: Diamond - RMNZ: 4× Platinum - SNEP: Diamond | 7        |
| «Panini»                                                                           | 2019 | 5                        | 2                        | 15                       | 8                        | 93                       | 18                       | 26                       | 14                       | 43                       | 21                       |                                    | - RIAA: 5× Platinum - ARIA: 2× Platinum - BPI: Gold - MC: 4× Platinum - RMNZ: Gold - SNEP: Gold                | 7        |
| «Rodeo» (спільно з Cardi B або Nas)                                                | 2020 | 22                       | 12                       | 72                       | 44                       | 111                      | 35                       | —                        | —                        | 82                       | 55                       |                                    | - RIAA: 2× Platinum - MC: Gold                                                                                 | 7        |
| «Holiday»                                                                          | 2020 | 37                       | 12                       | 42                       | 27                       | 70                       | 18                       | 24                       | —                        | 26                       | 23                       |                                    | - RIAA: Platinum                                                                                               | Montero  |
| «Montero (Call Me by Your Name)»                                                   | 2021 | 1                        | —                        | 1                        | 1                        | 1                        | 1                        | 1                        | 2                        | 2                        | 1                        |                                    | - RIAA: Platinum - BPI: Silver - RMNZ: Gold                                                                    | Montero  |
| «—» позначає запис, який не потрапив в чарт або не був випущений на цій території. |      |                          |                          |                          |                          |                          |                          |                          |                          |                          |                          |                                    | |          |